# 4shared Desktop
4shred Desktop é um gerenciador de download/upload freeware criado pela 4shared para o sistema operacional Microsoft Windows. O principal objetivo deste software é fornecer acesso imediato às contas do 4shared e gerenciar os arquivos dos usuários do serviço.

## Recursos
- Suporte para proxy.
- GUI. fácil de usar.
- Inclusão gratuita.
- Retoma os downloads/uploads interrompidos.
- Suporte para o recurso de Drag&drop.
- Sincronização[3] entre o PC e a conta do 4shared (funciona atualmente no modo beta).
- Tem indicador de espaço.
- Tem busca interna.
- Os arquivos podem ser protegidos por senha.
- Os arquivos podem ser exibidos/executados com o visualizador/player internos.
- Multiupload e multidownload simultâneos.
- Registro em log de atividades.
- Lista de arquivos favoritos.
- Links de download para cada arquivo.
- Possibilidade de enviar feedback imediatamente.
- Acesso imediato à conta do 4shared sem precisar abrir o site com o navegador da Internet.
- Compartilhamento de arquivos com outros usuários.

## Integração
4shared Desktop adiciona uma opção extra ao menu contextual padrão do Windows, normalmente acionado ao clicar com o botão direito do mouse no arquivo.

## Localizações
4shared Desktop destinado atualmente somente para os nativos do idioma inglês.